# Essertenne
Essertenne ist eine französische Gemeinde mit 482 Einwohnern (Stand: 1. Januar 2022) im Département Saône-et-Loire in der Region Bourgogne-Franche-Comté (vor 2016: Burgund). Sie gehört zum Arrondissement Autun und zum Kanton Chagny (bis 2015: Kanton Couches).

## Geographie
Essertenne liegt etwa neun Kilometer östlich von Le Creusot. Der Fluss Dheune und der Canal du Centre begrenzen die Gemeinde im Südosten. Nachbargemeinden von Essertenne sind Saint-Pierre-de-Varennes im Norden und Nordwesten, Saint-Jean-de-Trézy im Nordosten, Perreuil im Osten, Morey im Südosten, Saint-Julien-sur-Dheune im Süden sowie Le Breuil im Westen und Südwesten.

## Bevölkerungsentwicklung
| Jahr                      | 1962 | 1968 | 1975 | 1982 | 1990 | 1999 | 2006 | 2013 | 2019 |
| Einwohner                 | 376  | 278  | 283  | 343  | 476  | 480  | 432  | 452  | 472  |
| Quelle: Cassini und INSEE |      |      |      |      |      |      |      |      |      |

## Sehenswürdigkeiten
- romanische Kirche aus dem 12. Jahrhundert

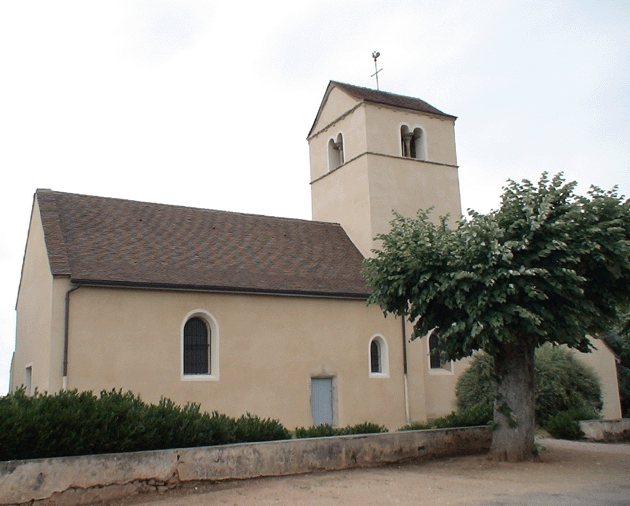
Kirche

## Persönlichkeiten
- Benoît Broutchoux (1879–1944), Anarchist